# Duomo di Braunschweig

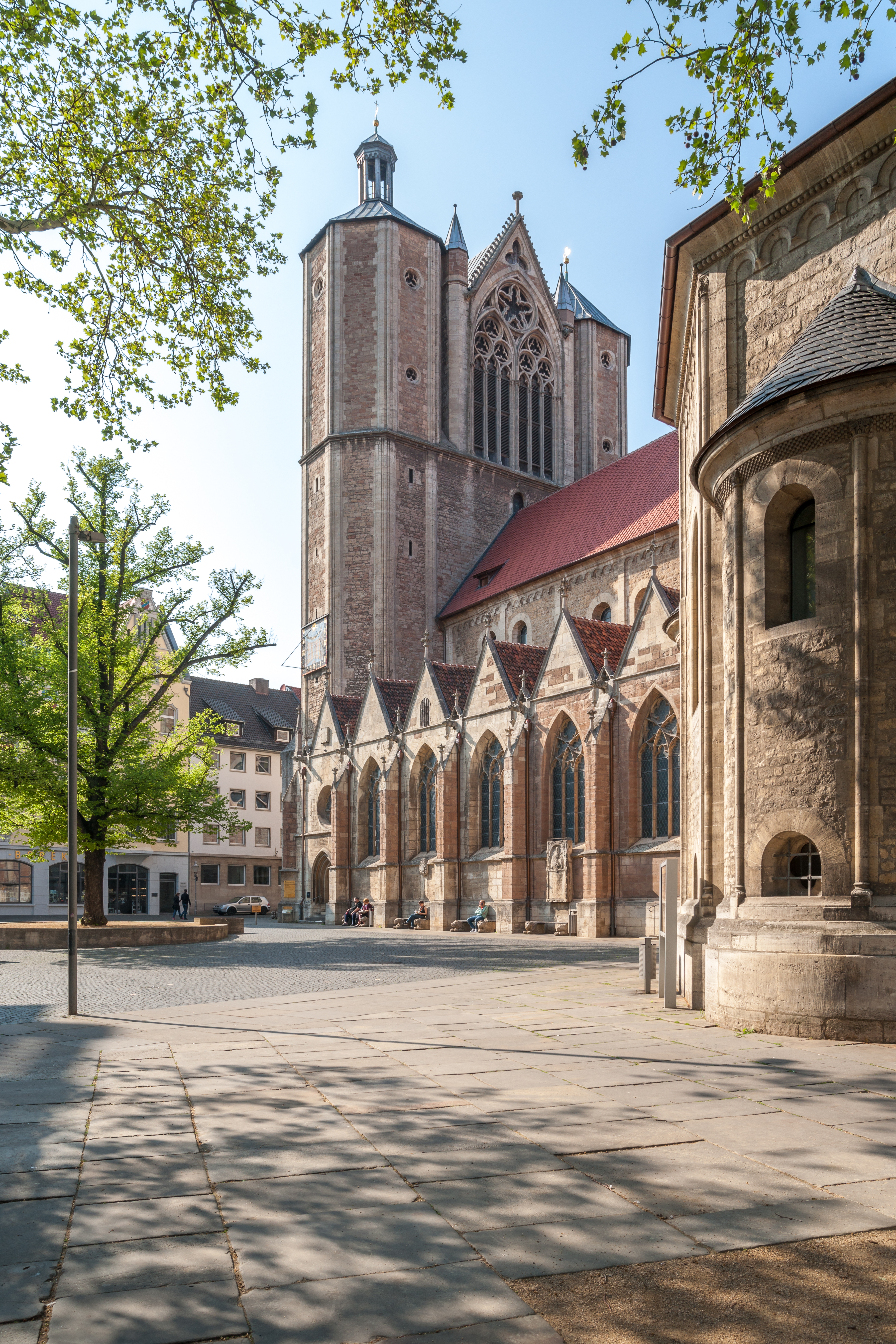
Lato sud della chiesa

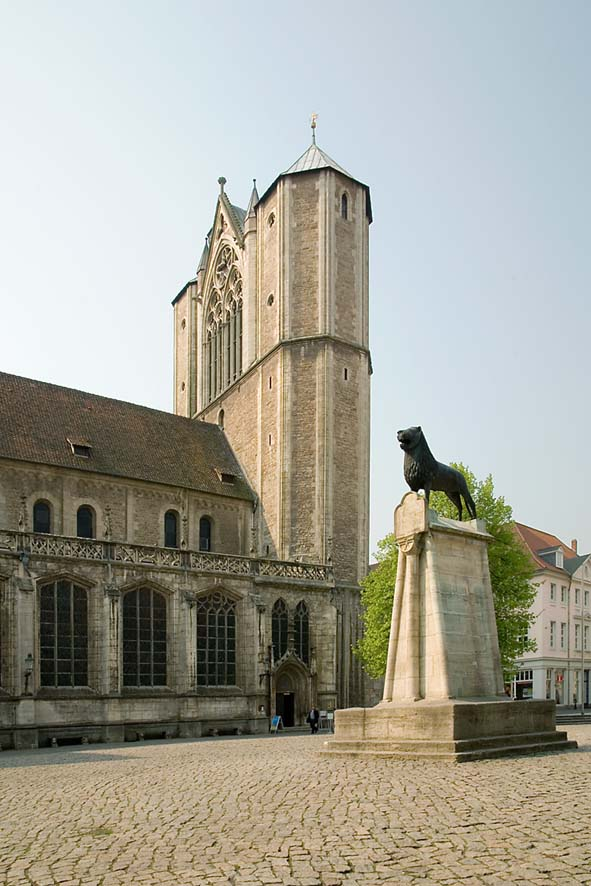
Duomo e il Leone di Braunschweig

Il duomo di Braunschweig, anche chiesa di San Biagio è la chiesa più importante di Braunschweig. Fu fondata nel 1173 come chiesa collegiata da Enrico il Leone, duca di Baviera e Sassonia, dedicata a san Biagio di Sebaste e a San Giovanni Battista e scelta da questi come luogo di sepoltura per lui e per la sua seconda moglie Matilde d'Inghilterra.

## Storia
Dopo il ritorno dalla Terra Santa, dove aveva fatto un pellegrinaggio, Enrico iniziò nel 1173 la costruzione della chiesa. Tra il 1182 e il 1185 il cantiere del duomo ebbe un'interruzione, quando Enrico venne esiliato in Inghilterra. Si presume che il lato est dell'edificio sia stato completato intorno al 1188 (anno della consacrazione dell'altare mariano nel duomo). Anche se il tetto della chiesa fu distrutto da un incendio nel 1195, l'anno in cui morì Enrico il Leone, i lavori della navata e dei piani della torre dovevano essere già stati completati. Quando Enrico morì nel 1195 fu sepolto accanto alla sua seconda moglie Matilde, che era morta nel 1189.
Il duomo fu consacrato nel dicembre 1226 e san Tommaso Becket fu scelto come terzo santo patrono del duomo, in aggiunta a san Biagio e san Giovanni Battista. Il duomo di Braunschweig divenne chiesa protestante nel 1543.
La chiesa fu il luogo originario di raccolta del tesoro dei Guelfi, un immenso tesoro di arte medievale ecclesiastica e devozionale che fu consegnato al casato dei Welfen nel 1671. Lì rimase per altri due secoli, fino a che nel XX fu ulteriormente venduto e disperso. Parte degli 82 pezzi conosciuti del tesoro sono ancora oggi conservati a Braunschweig nell'Herzog Anton Ulrich-Museum, tra cui il reliquiario del braccio di San Biagio patrono del duomo.
Durante la dittatura del partito nazionalsocialista la chiesa divenne un oggetto di propaganda politica. I nazisti hanno tentato più volte di sfruttare ideologicamente la figura del duca Enrico il Leone e del duomo da lui fondato.
Infatti, il regime nazista sfruttò la crociata del 1147 di Enrico contro i popoli slavi a nord-est di Braunschweig (verso la costa del Mar Baltico), per giustificare il soggiogamento dei popoli slavi e la successiva politica dell'Ostsiedlung. La stessa figura storica del duca Enrico venne mitizzata come simbolo antico dell'imperialismo tedesco.
Nel giugno del 1935 fu aperto un sarcofago rinvenuto nella cripta. I corpi rinvenuti furono associati alla coppia ducale di Enrico e sua moglie Matilde. Anche se tale decisione si fondava piuttosto su scelte politiche che su evidenti dati scientifici.
Già nell'agosto 1935, gli architetti Walter e Johannes Krüger (i costruttori del memoriale e della tomba di Hindenburg vicino a Tannenberg), scelti da Hitler, furono incaricati di progettare una tomba per Enrico il Leone che fosse appropriata alla sua importanza politica e storica. Il progetto fu completato nel novembre del 1935 e approvato da Hitler nel dicembre dello stesso anno.
La politica del regime fece del duomo di Braunschweig un oggetto di pura propaganda. Si pensava di privare il duomo della sua funzione religiosa cristiana e così di sfruttarla come un luogo simbolo del nazismo, "rioccupandola" con i simboli e immagini di regime. L'obiettivo era quello di creare un "luogo di culto nazionale" o un tempio per la "preghiera di tutto il popolo tedesco".
Il duomo non fu danneggiata dalle oltre 40 incursioni aeree di cui fu oggetto la città di Braunschweig tra il 1940 e il 1945. Le volte del portico settentrionale, il tetto e le finestre furono parzialmente danneggiate.

## Architettura
Originariamente l'edificio sacro era concepito come una basilica a pilastri romanici a tre navate in un sistema rilegato, con un transetto, tre absidi, cripta, coro alto (come nel duomo di Königslutter) e costruito in pietra calcarea proveniente dall'Elm. Il duomo fu ampliata e ricostruita più volte nel corso dei secoli.
Il lato orientale del duomo ha subito i meno cambiamenti strutturali nel corso dei secoli. Sul lato nord, verso la piazza del castello, si trova anche il portale principale della chiesa. Le due torri ottagonali del duomo, che costituiscono il Westwerk, furono completate intorno al 1300. Tra il 1322 e il 1346 fu aggiunta un'altra navata laterale sul lato sud. Dopo che la navata laterale fu rimossa sul lato nord, nel 1472 fu costruita una sala tardogotica a doppia navata sotto il duca Guglielmo il Vittorioso. Le sue finestre erano adornate con dipinti su vetro di duchi e duchesse (rimossi nel 1687), in modo da apparire come una sala palatina dei sovrani di Braunschweig.
Importanti modifiche architettoniche avvennero sotto il duca Rudolfo Augusto intorno al 1687 e sotto il governo di suo fratello Antonio Ulrico, intorno al 1700. Tra il 1866 e il 1910 il duomo fu completamente rinnovata dall'architetto Ernst Wiehe e riprogettata secondo il gusto dell'epoca nello stile dello storicismo.

## Arredamento

### Pitture a secco

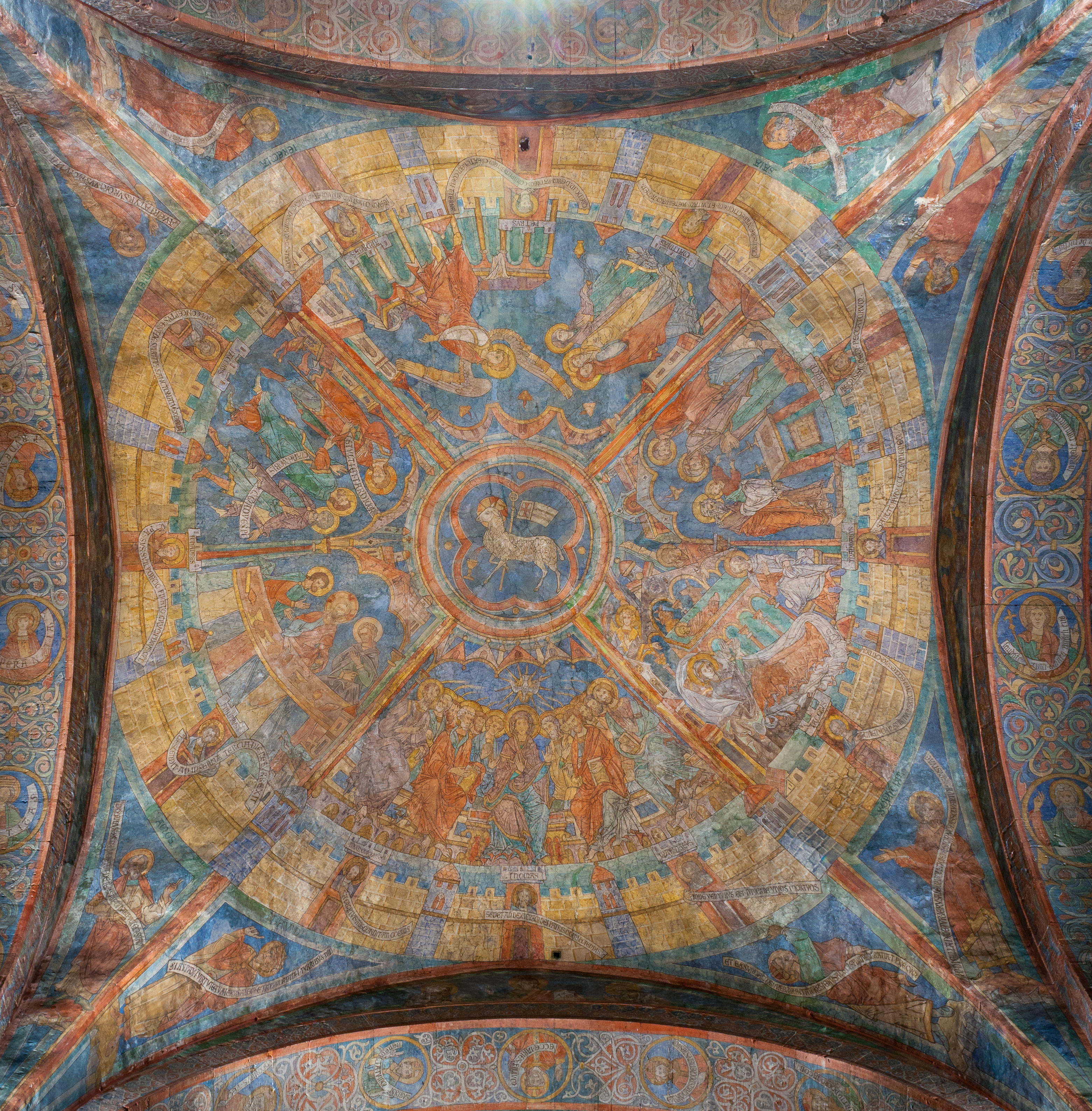
Pittura a secco sulla volta centrale: la Gerusalemme celeste

La volta a crociera, la parte posteriore della navata e i vestiboli furono decorati con pitture a secco tra il 1230 e il 1250, dei quali circa l'80% è ancora oggi conservato. Furono riscoperti nel 1845 e poi restaurati. Contrariamente all'attuale visione del "restauro" come conservazione dell'originale, era abbastanza comune nel corso del tempo effettuare aggiunte fantasiose nel senso dello storicismo, che tuttavia non aveva nulla a che fare con l'originale.
Le iscrizioni con il nome dell'artista medievale si possono ancora trovare sul pilastro della navata a nord-ovest e nella volta a crociera. Qui compare il nome dell'artista, un certo "Johannes Wale" o "Johannes Gallicus", e un'emblematica frase che celebrara l'artista: "Se queste figure fossero tra i vivi, vivrebbero giustamente con gli dei". Sia i dipinti che il nome Gallico indicano che l'artista fosse d'origine francese. Lo stile dei dipinti consente una datazione intorno al 1230/50.
Vi sono anche chiari riferimenti alla decorazione pittorica del soffitto ligneo di San Michele a Hildesheim; il cui laboratorio era probabilmente strettamente correlato a quello di Braunschweig.
In generale, tali dipinti medievali seguono un programma di immagini legate a biblici, principalmente al ciclo di immagini cristologiche. Tuttavia un'altra parte delle pitture riguarda la genealogia del donatore.
Gli argomenti trattati nella rappresentazione grafica sono: l'albero di Jesse (albero genealogico di Gesù), la Gerusalemme celeste, i cicli di scoperta della vera croce di Gesù da parte di Sant'Elena, i martiri di san Biagio, di san Giovanni Battista e di san Tommaso Becket.
Nell'abside centrale, il Cristo Pantocratore che ritorna per giudicare il mondo. I dodici apostoli osservano ai lati del Cristo. A partire dal centro, sono raffigurate scene evangeliche di episodi della vita di Gesù Cristo.

### Croce di Imervard
Ci sono numerose opere d'arte storiche dentro e fuori dal duomo. Nella navata nord si trova la cosiddetta "Croce di Imervard". È documentato che questa croce romanica sia la più antica del duomo di Braunschweig: infatti probabilmente risalirebbe al 1150.
Da un punto di vista stilistico, come è comune in epoca romanica, non è un Cristo sofferente che viene raffigurato, ma un Cristo trionfante, senza corona di spine, con una veste reale (Cristo Re).

### Altare di Maria

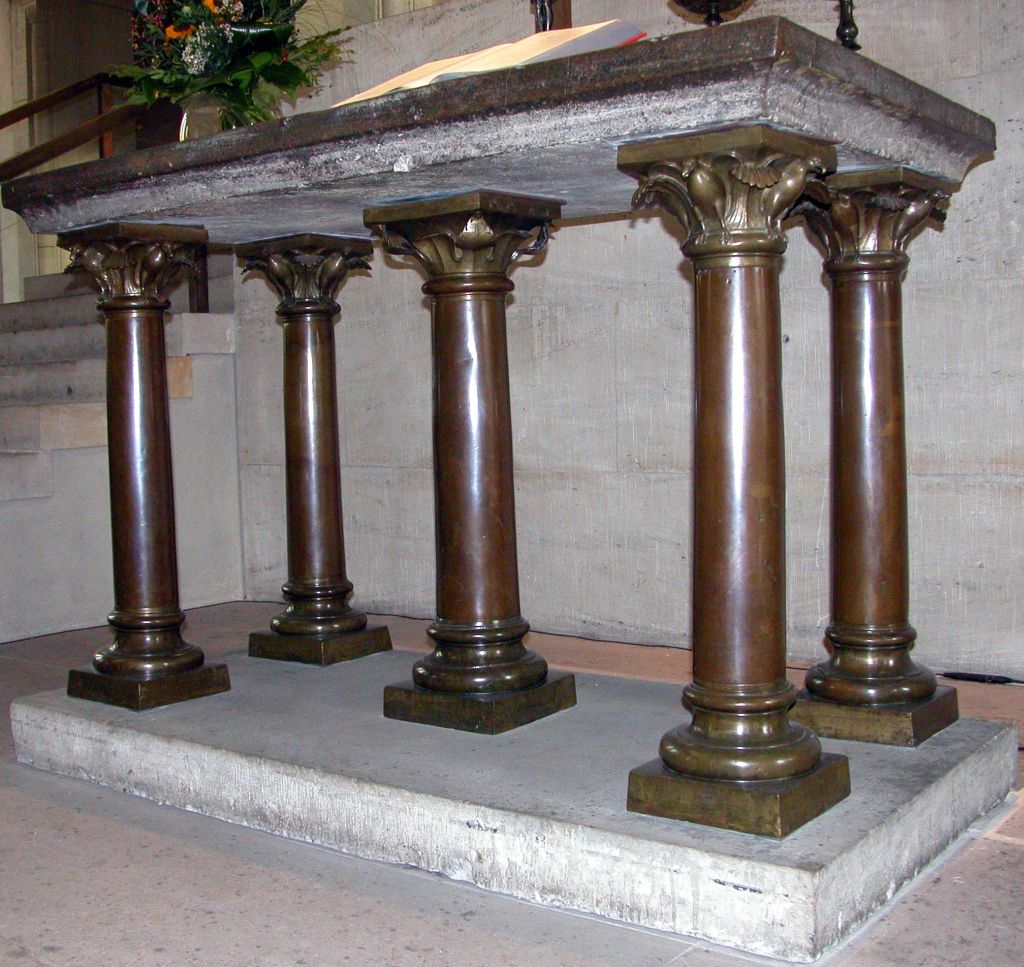
L'altare mariano

Uno dei tanti altari che adornano il duomo, questo di Maria è stato voluto da Enrico il Leone e da sua moglie Matilde. Il vescovo Adelog di Hildesheim lo consacrò l'8 Settembre 1188, il giorno della nascita di Maria. È costituito da una lastra di pietra levigata (168 cm × 89 cm) su cinque colonne in bronzo (altezza 95 cm). La colonna centrale contiene un contenitore di reliquie di piombo e un'iscrizione latina.

### Candeliere a sette braccia
Un altro oggetto famoso è il candelabro a sette braccia, che fu probabilmente creato intorno al 1190.
Il lampadario è composto da 77 parti singole in bronzo, ha un'altezza di quasi cinque metri, una luce di quattro metri e pesa oltre 400 kg.
Nella sua rappresentazione e nel suo simbolismo religioso, il candelabro di Braunschweig ricorda da vicino la menorah e l'albero della vita. Candelieri simili si trovano solo nella cattedrale di Essen, nella cattedrale di Milano e a Kołobrzeg (Kolberg) nel duomo di Kołobrzeg.

### Tomba di Enrico il Leone e Matilde d'Inghilterra

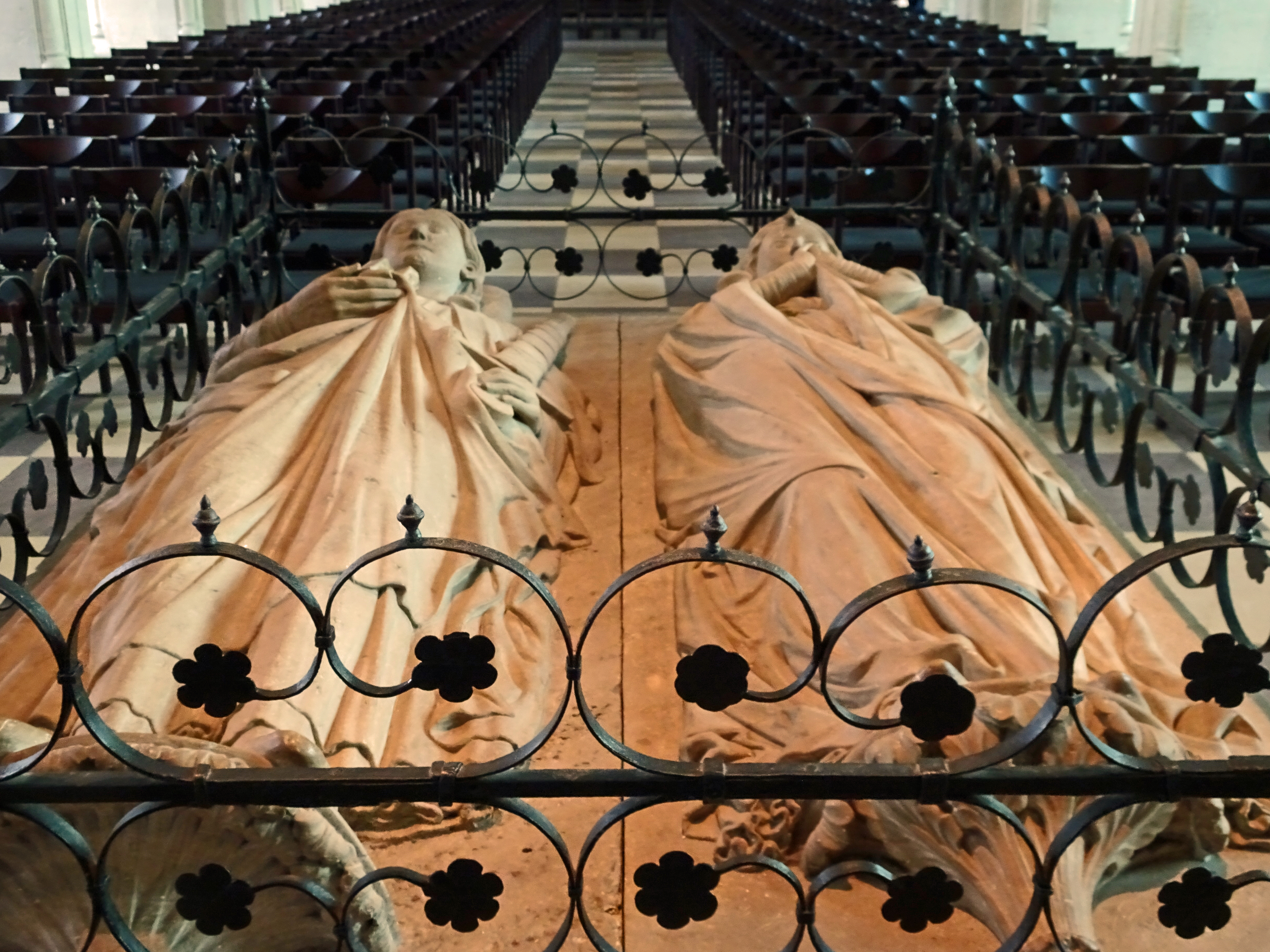
Tomba di Enrico il Leone e sua moglie Matilde

Di fronte all'altare mariano si trova la tomba di Enrico il Leone e la sua seconda moglie Matilde. La tomba non venne realizzata direttamente dopo la scomparsa della coppia, ma a pochi decenni dalla loro morte. Le figure sono rappresentazioni idealizzate, ma grazie all'eccellente qualità artistica hanno una forte valenza realistica. Il bassorilievo rappresenta il duca Enrico che tiene nella mano destra un modello del duomo di Braunschweig, in quella sinistra la spada come simbolo del potere giurisdizionale. Matilde stringe invece un anello del proprio abito con le mani incrociate davanti al petto. Il duca è rappresentato come il signore iniziatore della costruzione della chiesa e la duchessa come una donna pia, il cui atteggiamento nei confronti della preghiera corrisponde certamente al suo termine contemporaneo di religiosissima femina.

### Welfentumba
Nel 1707, il duca Antonio Ulrico di Braunschweig-Wolfenbüttel fece riesumare le ossa dei suoi antenati nella navata e seppellirono insieme in un monumentale tomba in calcare, la cosiddetta Welfentumba. Questo sepoltura è ricoperta da una larga tavola in bronzo su cui sono riportati in nomi dell'imperatore Ottone IV e della sua prima moglie Beatrice di Svevia. La tomba della coppia imperiale era originariamente di fronte alla tomba dei genitori di Ottone, Enrico il Leone e sua moglie Matilde.

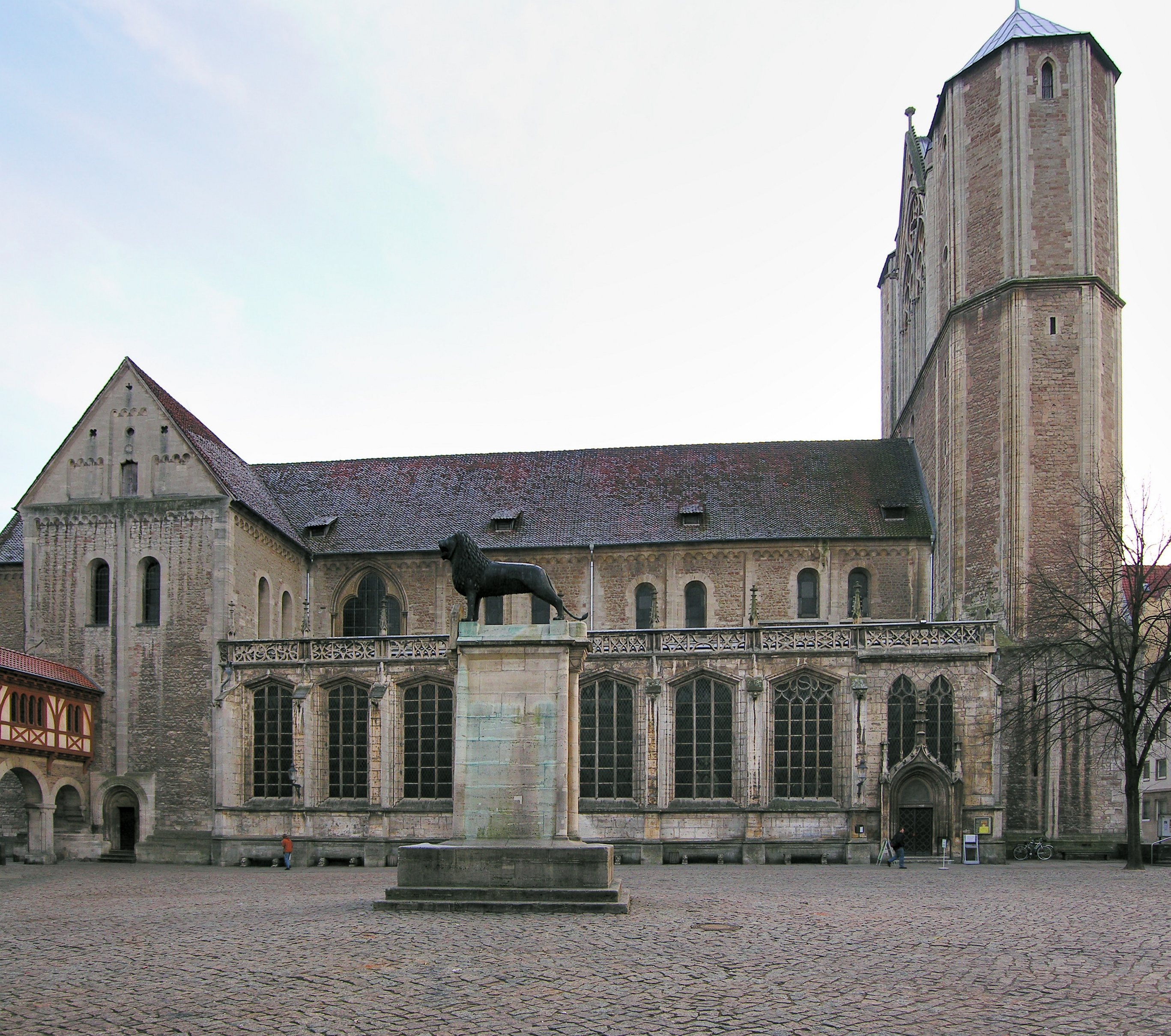
Vista generale della Burgplatz, in primo piano il Leone di Braunschweig
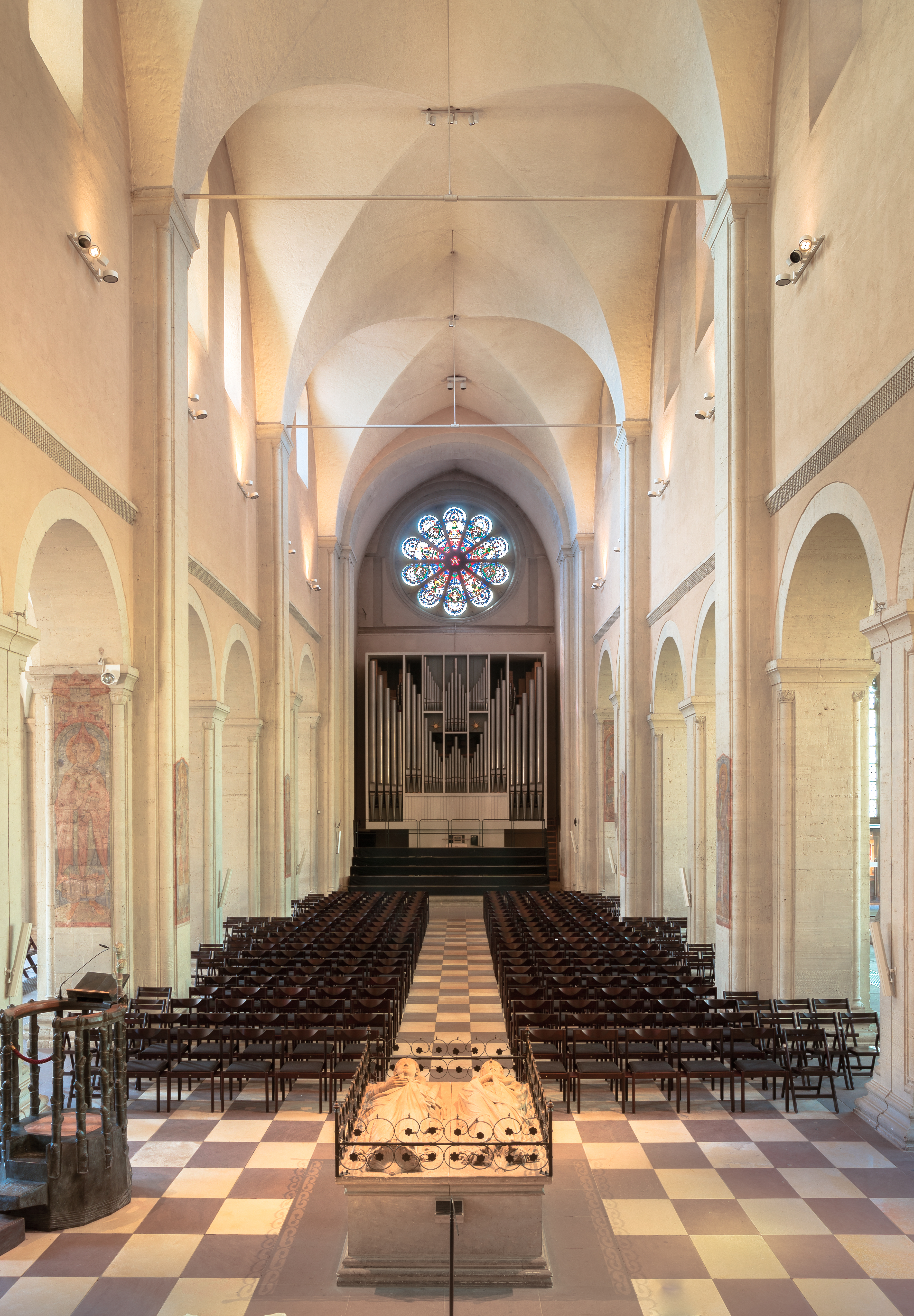
Navata centrale. In primo piano la tomba per Enrico il Leone e la sua seconda moglie Matilde Plantageneto
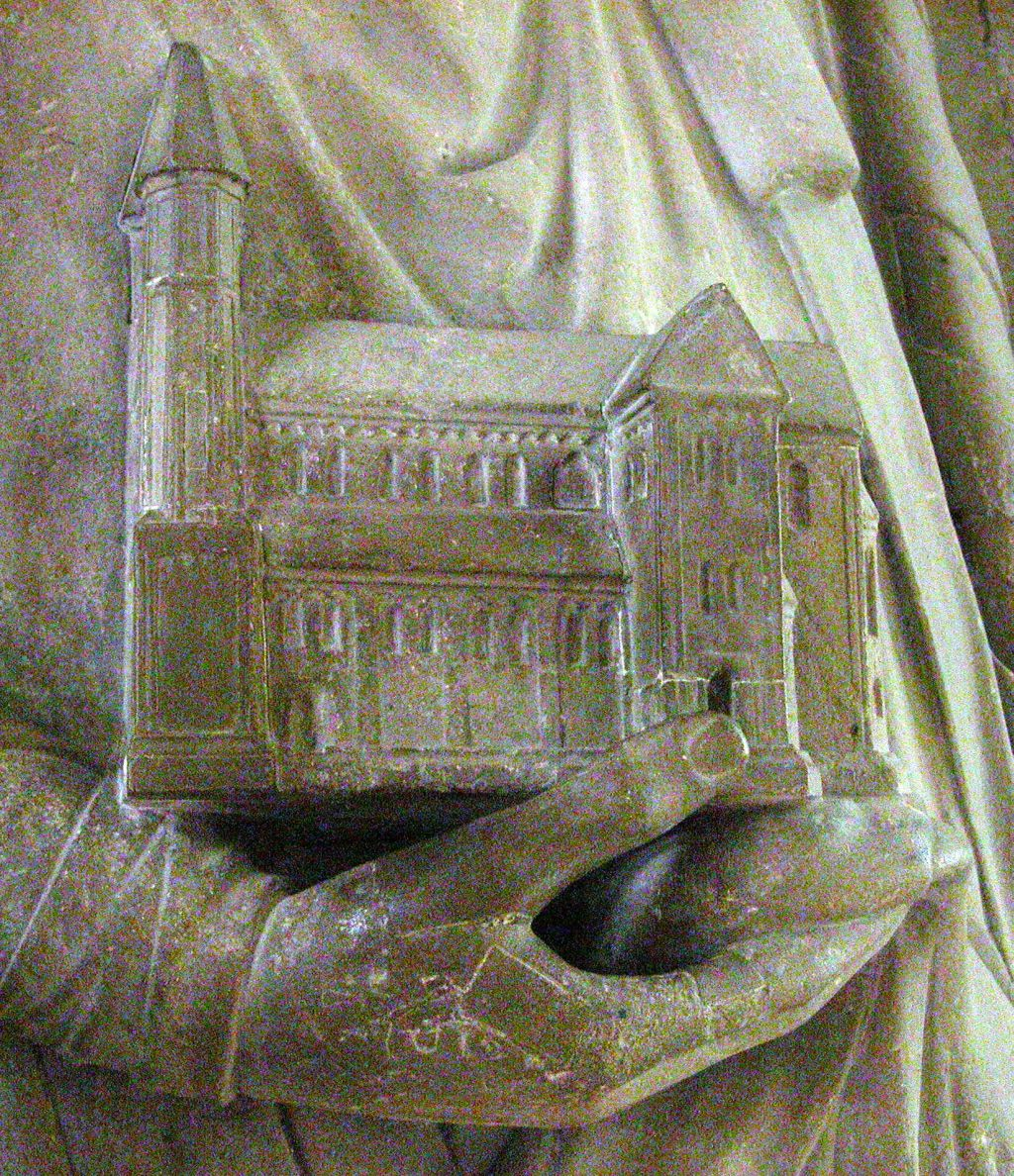
Modello del duomo sulla tomba di Enrico il Leone
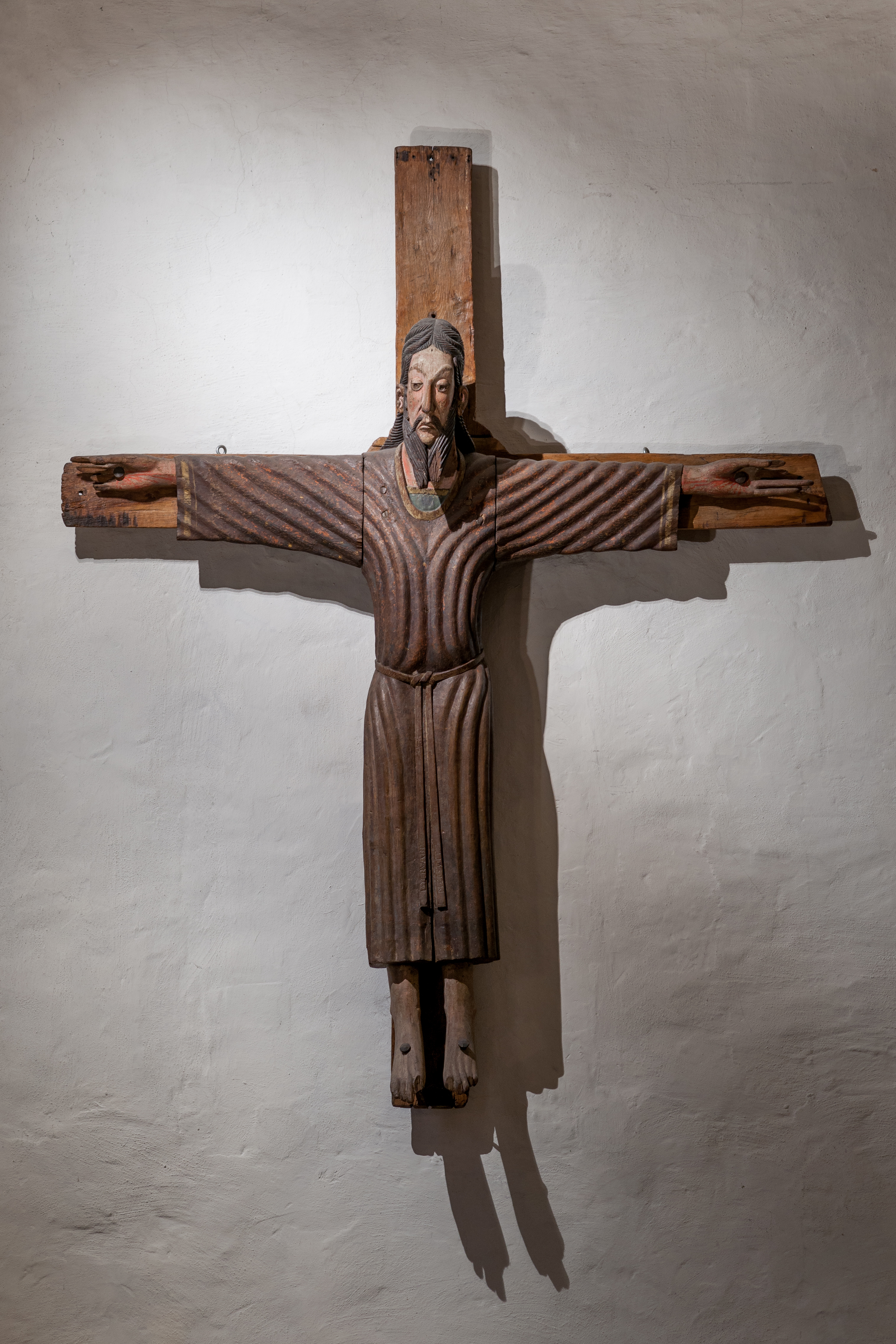
Croce di Imervard
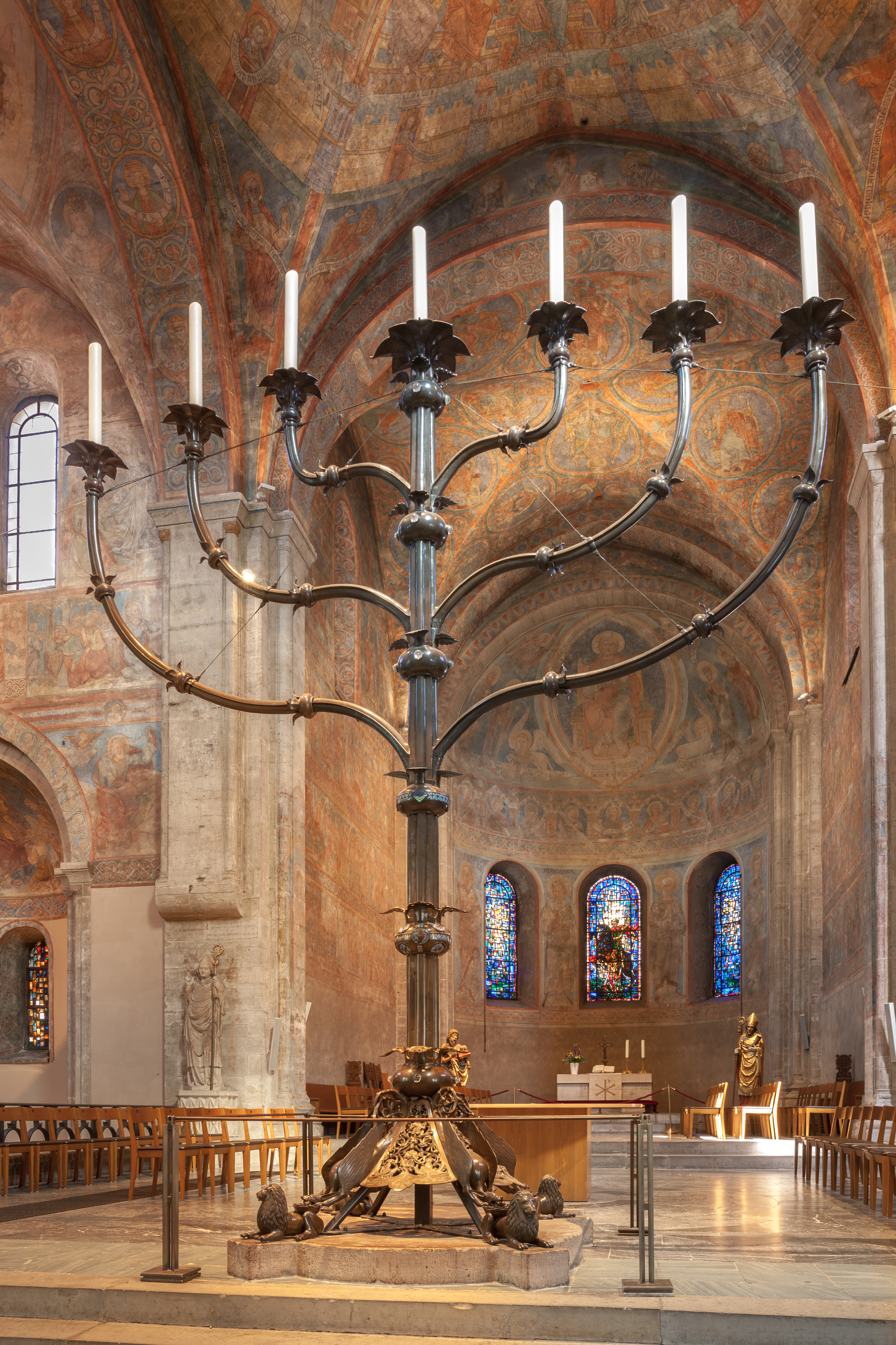
Il candelabro a sette braccia